# Stipe Drews
Pour les articles homonymes, voir Drews.
Stipe Drews est un boxeur croate né le 8 juin 1973 à Makarska.

## Carrière
Passé professionnel en 1999, il devient champion d'Europe EBU des mi-lourds en 2003 et 2006 puis champion du monde WBA de la catégorie le 28 avril 2007 en battant aux points l'Italien Silvio Branco mais perd sa ceinture dès le combat suivant contre Danny Green le 16 décembre 2007. Drews met un terme à sa carrière en 2007 sur un bilan de 32 victoires et 2 défaites.